# بادي بارنز
بادي بارنز (بالإنجليزية: Paddy Barnes) مواليد 9 أبريل 1987 في بلفاست، هو ملاكم محترف أيرلندي يصنف ضمن فئة وزن الذبابة. شارك في دورة الألعاب الأولمبية الصيفية سنة 2008. حقق الميدالية الذهبية في دورة ألعاب الكومنولث 2010.

## الميداليات
| الميدالية | المسابقة                       |
| --------- | ------------------------------ |
| برونزية   | الألعاب الأولمبية الصيفية 2008 |
| برونزية   | الألعاب الأولمبية الصيفية 2012 |
| ذهبية     | دورة ألعاب الكومنولث 2010      |
| ذهبية     | دورة ألعاب الكومنولث 2014      |

## وصلات خارجية
- بادي بارنز على موقع بوكس ريك (الإنجليزية) (registration required)
- بادي بارنز على موقع اللجنة الأولمبية الدولية (الإنجليزية)
- بادي بارنز على موقع أوليمبيديا (الإنجليزية)
- بادي بارنز على موقع اتحاد ألعاب الكومنولث (مؤرشف) (الإنجليزية)
- بادي بارنز على موقع اتحاد ألعاب الكومنولث (مؤرشف) (الإنجليزية)
- بادي بارنز على موقع دورة ألعاب الكومنولث 2006 (مؤرشف) (الإنجليزية)
- بادي بارنز على موقع دورة ألعاب الكومنولث 2014 (مؤرشف) (الإنجليزية)

- الموقع الرسمي